# Something, Something, Something, Dark Side
"Something, Something, Something, Dark Side" är ett specialavsnitt av Family Guy. Där iklär sig karaktärerna från den animerade tv-serien roller från Rymdimperiet slår tillbaka (Star Wars Episode V: The Empire Strikes Back) och ger sin version av filmen. Something, Something, Something, Dark Side är uppföljaren till Blue Harvest som sändes 2007 och parodierade Stjärnornas krig (Star Wars Episode IV: A New Hope). Avsnittet sändes för första gången i USA i maj 2010.
2011 kom en uppföljare som avhandlade Jedins återkomst (Star Wars Episode VI: The Return of the Jedi) med Episode VI: It's a Trap.